# باول كونلن
باول كونلن هو لاعب هوكي جليد كندي، ولد في 26 يناير 1943.

## وصلات خارجية
- باول كونلن على موقع EliteProspects.com (الإنجليزية)
- باول كونلن على موقع أوليمبيديا (الإنجليزية)